# ابن جميل الربعي
محمد بن أبي القاسم بن عبد السلام بن جميل الربعي (639 - 715 هـ) (1241 - 1315 م) فقيه أصولي مالكي، مفسر، قاضي ومفتي من تونس، لقب بشمس الدين.

## مولده وحياته العلمية
ولد سنة 639 هـ بمدينة تونس. سمع الحديث من جماعة بها وبالقاهرة كأبو المحاسن يوسف بن أحمد بن محمود الدمشقي اليعموري المعروف بالحافظ، وقاض القضاة شمس الدين محمد بن إبراهيم بن عبد الواحد المقدسي الحنبلي وغيرهما. تولى نيابة الحكم بالحسينية بالقاهرة مدة، وتولى قضاء الإسكندرية سنة 709 هـ ثم عزل فرجع إلى القاهرة، وأقام بها يشتغل في العلوم.

## مصنفاته ومؤلفاته
- مختصر قواعد (الفروق) للقرافي.
- مختصر التفسير الكبير (مختصر تفسير ابن الخطيب) لفخر الدين الرازي.
- مختصر التفريع لأبي القاسم بن الجلاب البصري في الفقه، اختصره وسماه «السهل البديع في اختصار التفريع». وقد عزا هذا التأليف صاحب كشف الظنون وصاحب المنهل الصافي وصاحب شجرة النور الزكية وكذلك بروكلمان إلى إبراهيم بن الحسن بن عبد الرفيع، قاضي تونس (توفي 734 هـ).[2] بينما عزاه ابن حجر العسقلاني في الدرر الكامنة إلى إبراهيم بن عبد الرفيع في ترجمته له ثم عزاه إلى محمد بن جميل الربعي عند ترجمته لأحمد بن عبد الكريم الأنصاري الغرناطي (667 - 739 هـ) حيث يقول: «قال لسان الدين ابن الخطيب سمعت عليه السهل البديع في اختصار التفريع تلخيص القاضي شمس الدين محمد بن أبي القاسم بن عبد السلام الربعي التونسي نزيل القاهرة بسماعه له على ملخصه وكان قانعاً متعففاً حسن الخلق يتكسب من التجارة في القطن ومات في ربيع الآخر سنة 739».[3] وقال الشيخ محمد الشاذلي النيفر: «والصواب أنه لأحمد بن عبد السلام التونسي الشهير بابن جميل الربعي». والظاهر أن هذا المختصر قد نال مكانة وشهرة حتى أصبح الناس يتناقلونه ويدرسونه في حلقات العلم.[4]

## كلام العلماء فيه
- ابن فرحون في الديباج المذهب: «العلامة القاضي الأوحد المتفنن المفتي الملقب شمس الدين... كان إماماً مفتياً فقيهاً، مفسراً، بارعاً في فنونه، أصولياً، عالماً ذا سكون وعفة وديانة، سريع الدمعة».[5]
- الداوودي في طبقات المفسرين: «كان إماماً مفنناً، مفسراً، بارعاً في فنونه أصولياً عالماً ذا سكون وعفة وديانة، سريع الدمعة».
- ابن حجر في الدرر الكامنة: «ولد سنة 39 وسمع في سنة 73 من الكمال ابن عبد والقطب القسطلاني وابن الزبير واليغموري وغيرهم واشتغل في الفنون وأفتى ودرس بالمنكوتمرية وأم بالصالحية وكانت دروسه فصيحة في غاية الجودة وناب في الحكم بالحسينية ثم ولي قضاء الإسكندرية فلم يحمد ويقال أنه كان يقول أنا أعرف كيف آخذ الدراهم في قضاء الحوائج وله اختصار تفسير ابن الخطيب وقواعد القرافي وغير ذلك ومات في صفر سنة 715».[6]

## وفاته
توفي في شهر صفر بالقاهرة سنة 715 هـ ودفن بالقرافة.